# 田中君總是如此慵懶
《田中君總是如此慵懶》（日語：田中くんは今日もけだるげ）是的日本漫画作品。在史克威爾艾尼克斯的網路連載漫畫網站《GANGAN ONLINE》毎月第2・第4週，2013年7月25日起開始連載至2019年7月25日。
2015年11月正式發表電視動畫化。

## 故事大綱
高中生田中，在日常生活中極力避免麻煩事、愛嘆氣、總是單手拄著臉，一副快睡著的眼神，基本上也不想努力，跟無法丟下他不管、個頭高大且沉默寡言的太田所帶來的悠哉緩慢、遲鈍且神經大條的青春喜劇。
本作是描述一個懶散卻不令人討厭的田中，以及沉默但愛照顧人的太田兩人一段緩和的學園生活故事。

## 登場人物

### 主要人物
田中（Tanaka）
配音：小野賢章；鍾見麟（香港）
1年F組。7月25日生，獅子座，身高167cm，体重48kg，B型血。
本作主角。高中1年級。
總是在睡覺的高中1年級男學生，儘管醒過來也是維持著慵懶的狀態。基本上對於身邊事物沒什麼幹勁，既不想被人依賴，也不想活躍而受到注目，只希望過平凡又安穩的日常生活。然而卻會為了以後能夠無憂無慮地躲懶而努力鍛練體格，有其矛盾的一面。
学力不低，認真的話可以達到80分以上，但為了避免表現顯眼，所以維持平均在60分左右。會彈鋼琴。地理則有些不熟。常一手撐著頭，來觀看週圍的事情。
平日時就經常受太田照顧，讓他能因此順利渡過每天的高中生活。很滿意太田的照顧，有可以把人生託付給太田的感覺，還讓他還說出「不當我老婆嗎」的話。
本人曰，對於異性還是有好奇心。但有關於察覺到他人的心意部分就相當遲鈍，因此完全沒有發現到白石對他的好意。就算是對於妹妹，也會錯認成是因為一直以來幫她帶來麻煩而讓她生氣。
第一次見到白石私底下裝扮時以胸部的大小猜出是白石本人。
太田（Ohta）
配音：細谷佳正；陳耀楠（香港）
1年F組。5月5日生，金牛座，身高184cm，体重72kg，O型血
本作主角之一。是位沉默高大的男學生。田中的同學，高中1年級。
由於常「搬」著田中到處跑，也練出一身肌肉。留著金色長髪，並有著一對銳利的三白眼，長相看起來相當兇惡，但其實面惡心善並很會照顧人，也因此受到班上女生的好評。
會煮菜，也會一邊洗東西一邊哼歌。擅長家事，年末會盡全力進行大掃除而不停，梅雨前也會做好萬全的措施避免發霉。另外非常喜歡甜的東西。為白石作的馬卡龍的完成度之高而感到感動，以後就稱她為馬卡龍師父。反過來則不喜歡苦的東西。
雖然個性認真，但也有常常白費力氣的時候。
宮野（Miyano）
配音：高森奈津美；廖杏茵（香港）
1年F組。3月3日生，雙魚座，身高141cm（本人談），A型血。隸屬美術社。
做什麼事都會盡全力去做的嬌小女學生，極度呆萌。田中的同學，高中1年級。
為了配得上喜歡的人，希望自己能夠以成熟的氣質彌補二人在外表上的差距，而拜田中為師學習慵懶。為人勤奮上進，但為取得慵懶的方法而努力反讓田中感到困擾，所以很快就被逐出師門。然而基於仰慕，仍會以「師父」稱呼田中。
是本作中唯一發現白石喜歡田中的人，並暗中為她的戀情加油。
有一度為某事傷神，不但無意識中醞釀出與他平常模樣不同的懶散感，還會說出宛若詩句般的話。那時的懶散值超越田中。
最喜歡的食物是草莓牛奶。
白石（Shiraishi）
配音：小岩井小鳥；張頌欣（香港）
1年F組。4月22日生，金牛座，身高160cm，AB型血。
成績優秀，品行端正的美女。1年F組的班長，田中的同學，高中1年級。
雖然在男女間擁有壓倒性的人氣，但實際上是個俗女。在即將進入高中時，為了能在高中大放異彩而決定改變形象。結果反而因此有了一批狂熱的親衛隊，造成她不得忍耐到晚上時才又會變回宅女模式。這件事後來被田中和太田知道，並在田中的鼓勵下，開始不戴隱形眼鏡而改戴眼鏡以示作回自己。胸部頗大，更衣時被宮野看到後，還給出「好大」的評價。擅長製作甜點，有著被太田稱讚說是「不輸給名店」的實力。
由於受到田中的鼓勵而找回自己，而對田中抱有好感，但田中一直沒注意到，讓她常常碰壁。
越前（Echizen）
配音：諏訪彩花；李潤知（香港）
1年E組。9月17日生，處女座，身高165cm，O型血。
太田從幼稚園時起的青梅竹馬。在本作的主要人物中，唯一和田中不同班別的高中1年級生。
很疼愛宮野，並喜歡以「宮野豬」稱呼她。因為崇拜不良少年而穿著長裙上學，由於對不良少年的形象相當執著，因此長裙被雨水淋濕也不會換掉，甚至為了要符合不良少女的形象而不會攜帶手機。以毛筆所書寫的信，配合其所寫的內文往往會變成挑戰書。
個性單純又重視人情義理。會裝飾自己的房間。意外的喜歡可愛的東西，曾因捨不得吃下宮野做的可愛餅乾，還因此放到發霉。
莉乃（Rino）
配音：悠木碧；凌晞（香港）
11月5日生，天蠍座，身高151cm，B型血。
田中莉乃，主角田中的妹妹。初中三年級生。
擔任排球部經理。由於與哥哥長得很像，因此會被不知道田中有妹妹的人，誤認為她是穿女裝的田中。與哥哥一樣面無表情並有一副冷淡的眼神。但個性較哥哥認真，並且擅長煮菜、洗衣服等家事技能。
喜歡像哥哥一樣的人，對於哥哥相當溺愛，是所謂的兄控。故而對於同樣會溺愛田中，而且感情很好的太田十分敵視，並經常會表現對太田的厭惡。然而太田本人不但至今仍未察覺到莉乃的敵視，相反對於自家妹妹和莉乃也是朋友這點感到非常欣慰。
早夜（Saya）
配音：東山奈央；葉曉欣（香港）
3月8日生，雙魚座，身高166cm，血型A型。
太田早夜，太田的妹妹，與田中的妹妹莉乃同班。
對田中抱有好感，因為他的帥氣而感害羞。
初中三年級生，隸屬排球部。個性害羞且音量又小。與田中兄妹不同的是與哥哥長得並不相似，甚至認為哥哥的樣子像猩猩。
志村（Shimura）
配音：興津和幸；胡家豪（香港）
1年F組，2月23日生，雙魚座，身高171cm，血型A型。
田中的同學，高中1年級生。
足球部成員。雖然是名酷帥的頭腦派，但不擅長應付女孩子。如沒戴眼鏡就認不出是本人。曾說出是為了受女孩歡迎而生。
加藤（Kato）
配音：井口祐一；李安邦（香港）
1年F組，雖然認為自己是生於12月31日的射手座，但實際上是魔羯座。身高168cm，B型血。
田中的同學，高中1年級生。
個性豪邁不拘，但缺點是粗枝大葉。運動神經很好，喜歡足球，與志村同為足球部成員。

### 其他人物
空良（sora）
宮野空良，宮野的弟弟。初中一年級學生。9月20日生，身高177cm，A型血。
與宮野相比，本人高大又沉默，但個性跟姐姐一樣直接又正面。擔任十八本松中學排球隊的先發選手，比賽中對莉乃一見鍾情，即使被拒絕仍然繼續追求對方，雖然最後莉乃並沒表達出好感，但也漸漸開始喜歡空良。
雖然與姐姐同樣是田中的弟子，但初次見面時，由於和姐姐身高差太多而讓人一時看不出二人的姊弟關係。
吉高（Kitsutaka）
配音：永峰遙；黃昕瑜（香港）
吉高桐，白石的朋友之一。4月24日生，身高164cm，O型血。
留著深藍色短髮的高個子女學生。暱稱「小吉」。
三好（Miyoshi）
配音：關根明良；魏惠娥（香港）
三好美代，白石的朋友之一。10月13日生，身高155cm，A型血。
體型嬌小，臉上有淚痣的淺藍色短髮女學生。暱稱「小三」。
鷲塚老師（Washidzuka-sensei）
配音：上田燿司；黃子敬（香港）
田中班上的男導師，教授数学。1月2日生，身高162cm，型A型血。
雖然是位個性沉穩又有些老氣的人，但有時也能看到他嚴格的一面。
西園寺（Saionji）
配音：村川梨衣；成瑤孆（香港）
棕色短髮。在漢堡店等地方兼職的20歲女大学生。6月10日生，身高159cm，A型血。
由於經常會在各種的打工地點碰上田中及太田而相當在意。偶爾會以她的角度的展開故事。
豬熊（Inokuma）
配音：宮下榮治；劉奕希（香港）
越前的好友，也是個不良少年。1月29日生，身高177cm，A型血。
看起來是不良少年，但其實和越前一樣是個重視人情義理的好人。
古谷老師（Furuya-sensei）
配音：關根明良；詹健兒（香港）
田中学校的音樂老師。9月25日生，身高159cm，A型血。
是位成熟但個性較為軟弱的女老師。多次被田中的步調牽著鼻子走。
小日向
女子排球的隊長。外觀與太田極為相似，這點連太田本人也認同。
戈登
戈登·山根，學校美術部的部長，意大利和日本的混血兒。
是除宮野以外美術部裡唯二的正式社員，其他部員都是掛名的幽靈社員。
雖然平時的性格溫和，但是只要一開始作畫就會暴走。
佐藤老師
田中班級的英語老師，曾經是名不良少女，是啟發越前的人，有時仍然會展現不良的威壓（？）

## 出版書籍
| 集數 | 史克威爾艾尼克斯 | 史克威爾艾尼克斯                                        | 東立出版社    | 東立出版社             |
| 集數 | 發售日期         | ISBN                                                    | 發售日期      | ISBN                   |
| ---- | ---------------- | ------------------------------------------------------- | ------------- | ---------------------- |
| 1    | 2014年4月26日    | ISBN 978-4-7575-4286-0                                  | 2016年1月8日  | ISBN 978-986-462-633-5 |
| 2    | 2014年7月22日    | ISBN 978-4-7575-4354-6                                  | 2016年3月3日  | ISBN 978-986-462-634-2 |
| 3    | 2014年11月22日   | ISBN 978-4-7575-4474-1                                  | 2016年4月19日 | ISBN 978-986-462-635-9 |
| 4    | 2015年5月22日    | ISBN 978-4-7575-4642-4                                  | 2016年5月19日 | ISBN 978-986-462-636-6 |
| 5    | 2015年11月21日   | ISBN 978-4-7575-4796-4                                  | 2016年6月2日  | ISBN 978-986-462-637-3 |
| 6    | 2016年4月22日    | ISBN 978-4-7575-4947-0                                  | 2016年7月4日  | ISBN 978-986-470-232-9 |
| 7    | 2016年9月21日    | ISBN 978-4-7575-4971-5 ISBN 978-4-7575-4972-2（限定版） | 2017年2月16日 | ISBN 978-986-482-028-3 |
| 8    | 2017年4月22日    | ISBN 978-4-7575-5317-0                                  | 2017年12月4日 | ISBN 978-986-486-162-0 |
| 9    | 2017年9月22日    | ISBN 978-4-7575-5478-8                                  | 2019年3月29日 | ISBN 978-986-486-894-0 |
| 10   | 2018年3月22日    | ISBN 978-4-7575-5655-3                                  | 2019年6月14日 | ISBN 978-957-26-0991-0 |
| 11   | 2018年9月21日    | ISBN 978-4-7575-5846-5                                  | 2020年2月17日 | ISBN 978-957-26-1977-3 |
| 12   | 2019年3月22日    | ISBN 978-4-7575-6055-0                                  | 2020年8月21日 | ISBN 978-957-26-3194-2 |
| 13   | 2019年9月12日    | ISBN 978-4-7575-6268-4                                  | 2022年1月6日  | ISBN 978-957-26-4403-4 |

### 導讀手冊
- 《田中君總是如此慵懶 5.5 OFFICIAL TANAKABOOK》

| 集數 | 史克威爾艾尼克斯 | 史克威爾艾尼克斯       | 東立出版社    | 東立出版社             |
| 集數 | 發售日期         | ISBN                   | 發售日期      | ISBN                   |
| ---- | ---------------- | ---------------------- | ------------- | ---------------------- |
| 全   | 2015年11月21日   | ISBN 978-4-7575-4797-1 | 2017年5月17日 | ISBN 978-986-482-668-1 |

- 《田中君總是如此慵懶 13.5 MEMORIAL TANAKABOOK》

| 集數 | 史克威爾艾尼克斯 | 史克威爾艾尼克斯       |
| 集數 | 發售日期         | ISBN                   |
| ---- | ---------------- | ---------------------- |
| 全   | 2019年9月12日    | ISBN 978-4-7575-6285-1 |

- 《田中君總是如此慵懶漫畫選集》2016年4月22日發售

## 電視動畫
於2016年4月在TOKYO MX、MBS播放。CINE LIBRE池袋每週會先於電視台，而提早播放。

### 製作人員
- 原作：
- 導演：川面真也
- 系列構成：面出明美
- 角色設定：飯塚晴子
- 道具設計：大塚舞
- 美術設定：綱頭瑛子
- 美術監督：栗林大貴
- 色彩設計：重冨英里
- 3D監督：須藤悠
- 攝影監督：佐藤敦
- 編輯：坪根健太郎
- 音響監督：龜山俊樹
- 音樂：水谷廣實
- 音樂製作：Lantis
- 動畫制作：SILVER LINK.
- 製作：製作委員會總是如此慵懶

### 主題曲
片頭曲
作詞、主唱：Unlimited tone，作曲：Luz，編曲：淺田祐介
片尾曲「BON-BON」
作詞、作曲：rino，編曲：淺田祐介，主唱：CooRie

### 各話列表
| 話數     | 日文標題 | 中文標題         | 香港標題           | 劇本     | 分鏡     | 演出            | 作畫監督                                                | 總作畫監督        |
| -------- | -------- | ---------------- | ------------------ | -------- | -------- | --------------- | ------------------------------------------------------- | ----------------- |
| 第一話   |          | 田中君與太田君   | 田中同學和太田同學 | 面出明美 | 川面真也 | 川面真也        | 小野田將人、瀧本祥子                                    | 飯塚晴子 大塚舞   |
| 第二話   |          | 申請拜師         | 想當徒弟的人       | 面出明美 | 二瓶勇一 | 福多潤          | 竹森由加、山本亮友                                      | 飯塚晴子 大塚舞   |
| 第三話   |          | 反差少女越前同學 | 反差少女越前同學   | 面出明美 | 相澤伽月 | 相澤伽月        | 堤谷典子                                                | 飯塚晴子 大塚舞   |
| 第四話   |          | 白石同學的秘密   | 白石同學的秘密     | 面出明美 | 新留俊哉 | 伊部勇志        | 正木優太、櫻井正明、木下勇喜                            | 飯塚晴子 大塚舞   |
| 第五話   |          | 田中君的日常     | 田中同學的日常     | 面出明美 | 岩崎良明 | 反里小也        | 竹森由加、山本亮友                                      | 飯塚晴子 大塚舞   |
| 第六話   |          | 感冒的田中君     | 感冒的田中同學     | 面出明美 | 黑澤雅之 | 金子伸吾        | 堤谷典子                                                | 飯塚晴子 大塚舞   |
| 第七話   |          | 田中君的情人節   | 田中同學的情人節   | 面出明美 | 金崎貴臣 | 福多潤          | 中本尚子、塚本步、松岡謙治                              | 飯塚晴子 小松原聖 |
| 第八話   |          | 太田君的受難     | 太田同學的受難     | 面出明美 | 小林敦   | 小林敦          | 山本亮友、鳥山冬美、村上龍之介                          | 飯塚晴子 小松原聖 |
| 第九話   |          | 歡迎來到Wac      | 歡迎來到老屈       | 面出明美 | 二瓶勇一 | 伊藤史夫        | 柳瀨讓二、金弼康、櫻井拓郎 堤谷典子、山吉一幸、平田和也 | 飯塚晴子 小松原聖 |
| 第十話   |          | 田中君的夏天     | 田中同學的夏天     | 面出明美 | 相澤伽月 | 相澤伽月        | 堤谷典子                                                | 飯塚晴子 小松原聖 |
| 第十一話 |          | 田中君的文化祭   | 田中同學的文化祭   | 面出明美 | 二瓶勇一 | 伊部勇志        | 竹森由加、正木優太 戶羽谷沙知、松岡謙治                 | 飯塚晴子 小松原聖 |
| 第十二話 |          | 田中君的幸福     | 田中同學的幸福     | 面出明美 | 澤井幸次 | 福多潤 川面真也 | 竹森由加、塚本步 加藤久美子、山本亮友                   | 飯塚晴子 小松原聖 |

| 每日放送 Anime Shower第1部 星期日 25:58－26:28 節目 | 每日放送 Anime Shower第1部 星期日 25:58－26:28 節目 | 每日放送 Anime Shower第1部 星期日 25:58－26:28 節目 |
| --------------------------------------------------- | --------------------------------------------------- | --------------------------------------------------- |
|                                                     | 田中君總是如此慵懶                                  |                                                     |
| 無頭騎士異聞錄 DuRaRaRa!!×2 結 第2期第3季           | Rewrite                                             |                                                     |

| J2 星期六／日（非賽馬日）12:30-13:30 節目 3月11日 14:35-15:35 3月18日、4月1日 15:05-15:35 4月8日及4月15日/4月16日 暫停播映 | J2 星期六／日（非賽馬日）12:30-13:30 節目 3月11日 14:35-15:35 3月18日、4月1日 15:05-15:35 4月8日及4月15日/4月16日 暫停播映 | J2 星期六／日（非賽馬日）12:30-13:30 節目 3月11日 14:35-15:35 3月18日、4月1日 15:05-15:35 4月8日及4月15日/4月16日 暫停播映 |
| --- | --- | --- |
| | 田中君為何這樣懶惰 （2017年3月4日－4月29日）                                                                               | |
| 幻影籃球王III ↓ 賽馬直擊－藍鑽石錦標賽馬日 直播                                                                            | 男子啦啦隊 | |

### Twitter動畫
Twitter動畫《田中君今天也如此慵懶》
Twitter發佈的短篇動畫。
| !話數  | 日文標題 | 中文標題     | 發佈日        |
| ------ | -------- | ------------ | ------------- |
| 第1話  |          | 田中君的1日  | 2016年 4月7日 |
| 第2話  |          | 麵包爭奪戰   | 4月10日       |
| 第3話  |          | 田中的想像   | 4月12日       |
| 第4話  |          | 夢           | 4月15日       |
| 第5話  |          | 紙包茶       | 4月21日       |
| 第6話  |          | 郵件         | 4月23日       |
| 第7話  |          | 施工中       | 4月25日       |
| 第8話  |          | 遊戲         | 4月28日       |
| 第9話  |          | 杯麵         | 4月30日       |
| 第10話 |          | 雪條         | 5月4日        |
| 第11話 |          | 粟米汁       | 5月6日        |
| 第12話 |          | 田中路線搜索 | 5月8日        |
| 第13話 |          | 新攜帶方式   | 5月12日       |
| 第14話 |          | 按摩         | 5月17日       |
| 第15話 |          | 羊           | 5月19日       |
| 第16話 |          | 遙控器       | 5月23日       |
| 第17話 |          | 魔術手       | 5月25日       |
| 第18話 |          | 布甸         | 5月28日       |
| 第19話 |          | 手推車       | 6月1日        |
| 第20話 |          | 訊息         | 6月3日        |
| 第21話 |          | 標籤         | 6月6日        |
| 第22話 |          | 颱風         | 6月7日        |
| 第23話 |          | 掃除         | 6月9日        |
| 第24話 |          | 肌肉訓練     | 6月11日       |
| 第25話 |          | 女性魅力     | 6月13日       |
| 第26話 |          | 茶柱         | 6月15日       |
| 第27話 |          | 步伐         | 6月17日       |
| 第28話 |          | 廁所         | 6月20日       |
| 第29話 |          | 壘球         | 6月21日       |
| 第30話 |          | 夢           | 6月24日       |
| 第31話 |          | 超能力       | 6月25日       |
| 第32話 |          | 裙子長度     | 6月27日       |
| 第33話 |          | 香口膠       | 6月28日       |
| 第34話 |          | 概念         | 6月29日       |
| 第35話 |          | 腹式呼吸     | 7月1日        |

### 特典動畫
DVD和Blu-ray各卷收錄的短篇動畫。
| 話數   | 日文標題 | 中文標題                   | 劇本     | 分鏡              | 演出     | 作畫監督            | 總作畫監督 |
| ------ | -------- | -------------------------- | -------- | ----------------- | -------- | ------------------- | ---------- |
| 第一話 |          | 田中vs太田 無仁義之戰      | 面出明美 | 井上圭介          | 伊部勇志 | 小松原聖            | 飯塚晴子   |
| 第二話 |          | 小就是好事？               | 面出明美 | 井上圭介          | 伊部勇志 | 小松原聖            | 飯塚晴子   |
| 第三話 |          | 太田同學的幸福食譜         | 面出明美 | 伊部勇志          | 伊部勇志 | 加藤久美子 山本亮友 | 飯塚晴子   |
| 第四話 |          | 白石同學，戀愛手相占卜     | 面出明美 | 伊部勇志 面出明美 | 伊部勇志 | 南雲紋              | 飯塚晴子   |
| 第五話 |          | 越前，宿命的對決           | 面出明美 | 伊部勇志 面出明美 | 伊部勇志 | 加藤久美子          | 飯塚晴子   |
| 第六話 |          | 西園寺同學與不可思議的客人 | 面出明美 | 伊部勇志 面出明美 | 伊部勇志 | 今吉生馬            | 飯塚晴子   |
| 第七話 |          | 太田家的烹飪講座           | 面出明美 | 伊部勇志 面出明美 | 伊部勇志 | 南雲紋              | 飯塚晴子   |

### 網路廣播
標題為『田中君在廣播中如此慵懶 』，預計從2016年4月8日起的毎週五於HiBiKi Radio Station播放。主持人是高森奈津美（宮野）及諏訪彩花（越前）。

## 出處
1. 電視台在節目表所顯示的譯名。《田中同學為何如此慵懶》是電視台在播放節目時所顯示字幕的譯名，出現在第二話的片頭曲及過場的短片段中
2. ↑  點播為直播後14天觀看限制
3. ↑  .  Natalie. 2015-11-19  [2015-11-19]. （原始内容存档于2019-12-16）.
4. ↑  . アニメ!アニメ(株式会社イード). 2016-02-18  [2016-02-18]. （原始内容存档于2020-10-28）.
5. ↑  香港J2標題，以播放時所顯示的字幕為準。
6. ↑  . 響 - HiBiKi Radio Station.   [2016-03-20]. （原始内容存档于2020-08-06）.

## 外部連結
- 田中君總是如此慵懶 - 漫画 - GANGAN ONLINE -SQUARE ENIX- （页面存档备份，存于）
- 田中君總是如此慵懶 官方設定書- GANGAN ONLINE｜SQUARE ENIX
- TV動畫「田中君總是如此慵懶」官網 （页面存档备份，存于）
- TV動畫「田中君總是如此慵懶」的X（前Twitter）
- 田中君總是如此慵懶 - Line TV （页面存档备份，存于）（繁體中文）
- 【動畫】田中君總是如此慵懶- 巴哈姆特 （页面存档备份，存于）（繁體中文）